# Tuerkayogebia kiiensis
Tuerkayogebia kiiensis is een tienpotigensoort uit de familie van de Upogebiidae. De wetenschappelijke naam van de soort is voor het eerst geldig gepubliceerd in 1971 door Sakai.